# 정치활동위원회
정치활동위원회, 정치행동위원회(영어: political action committee, PAC)는 미국의 단체 중 내국세입법 527조에 따라 세금을 면제받는 단체로서 주로 미국의 연방, 주 혹은 지역 공직자를 선출하는 데에 영향을 미치기 위해 설립되는 단체이다. 미국의 선거자금 개혁 과정에서 성립된 제도로, 기업이나 노동조합이 후보를 직접 후원할 수 없도록 한다.
연방 수준에서 PAC는 연방선거운동법에 따라 선거에 영향을 미치기 위해 1,000 달러 이상을 모금하거나 지출하면 연방선거위원회(FEC)에 등록함으로써 성립한다. PAC은 기업이나 노동조합으로부터 직접적인 모금을 할 수 없으며 법으로 정해진 액수를 후보나 정당, 다른 PAC에 후원할 수 있다.
한편 2010년 "시민연합 대 연방선거위원회"(Citizens United v. FEC)와 "스피치나우 대 연방선거위원회"(Speechnow.org v. FEC) 판결을 거치며 이른바 슈퍼팩(super PAC) 즉 독립지출전용위원회(independent expenditure-only political action committees)가 새로운 선거조직으로 부상하였다. 슈퍼팩은 일반적인 PAC과 달리 후보자나 정당에게 직접 후원을 하지 않으나, 개인이나 기업, 노조를 통해 모금하여 TV 광고 등 독립지출을 통해 무제한적으로 후보자나 정당을 지원할 수 있다.